# Calcio Catania 1986-1987
Questa voce raccoglie le informazioni riguardanti il Calcio Catania nelle competizioni ufficiali della stagione 1986-1987.

## Stagione
Nella stagione 1986-1987 il Catania disputa il campionato di Serie B, raccoglie 32 punti piazzandosi in penultima posizione e retrocedendo in Serie C1 con Campobasso, Lanerossi Vicenza e Cagliari. A Catania stagione nuova con problemi vecchi, agli ordini di Gennaro Rambone nel ritiro pre campionato di Chiusi della Verna prende corpo una covata di ragazzi, con i quali si parte con la Coppa Italia, dopo il pari con il Catanzaro, a Catania sbarca l'Inter di Tardelli e Rummenigge e del generale Giovanni Trapattoni, fanno passerella, segnando quattro reti e salutando i venticinquemila del Cibali. A settembre arrivano gli attesi rinforzi, i difensori Salvatore Vullo e Corrado Benedetti, il fluidificante Attilio Tesser e l'ala Walter Novellino. A ottobre si aggiunge il corazziere di Acireale Orazio Sorbello preso dal Palermo. Ma il campionato non perdona, il Catania cala a picco, realizzando solo 25 reti fa peggio di tutti, chiude malinconicamente la stagione, precipitando in Serie C1. Il 18 aprile dopo la pesante sconfitta di Campobasso (4-0) il presidente Angelo Massimino al posto di Gennaro Rambone, al capezzale della squadra etnea, chiama Bruno Pace, senza però che le cose cambino.
Nella Coppa Italia la squadra etnea disputa, prima del campionato, il secondo girone di qualificazione che promuove agli ottavi di finale l'Inter ed il Bologna, raccogliendo solo 3 punti, frutti del pareggio di Catanzaro e dell'unica vittoria sulla Cavese.

## Divise e sponsor
Lo sponsor tecnico per la stagione 1986-1987 fu adidas/Uhlsport, mentre lo sponsor ufficiale Eurass Assicurazioni.
| Casa | Trasferta |

## Rosa
| N. |                   | Ruolo | Calciatore          |
| -- | ----------------- | ----- | ------------------- |
|    | Italia (bandiera) | P     | Massimo Mattolini   |
|    | Italia (bandiera) | P     | Dario Marigo        |
|    | Italia (bandiera) | P     | Marco Onorati       |
|    | Italia (bandiera) | D     | Corrado Benedetti   |
|    | Italia (bandiera) | D     | Nazzareno Canuti    |
|    | Italia (bandiera) | D     | Fabrizio Cipriani   |
|    | Italia (bandiera) | D     | Marco De Simone     |
|    | Italia (bandiera) | D     | Nicola Garzieri     |
|    | Italia (bandiera) | D     | Maurizio Longobardo |
|    | Italia (bandiera) | D     | Rosario Picone      |
|    | Italia (bandiera) | D     | Adriano Polenta     |
|    | Italia (bandiera) | D     | Massimo Tarantino   |
|    | Italia (bandiera) | D     | Attilio Tesser      |

| N. |                   | Ruolo | Calciatore            |
| -- | ----------------- | ----- | --------------------- |
|    | Italia (bandiera) | D     | Salvatore Vullo       |
|    | Italia (bandiera) | C     | Walter Allievi        |
|    | Italia (bandiera) | C     | Piero Braglia         |
|    | Italia (bandiera) | C     | Marco D'Agostino      |
|    | Italia (bandiera) | C     | Rocco Frazzetto       |
|    | Italia (bandiera) | C     | Claudio Galletta      |
|    | Italia (bandiera) | C     | Domenico Maggiora     |
|    | Italia (bandiera) | C     | Walter Novellino      |
|    | Italia (bandiera) | C     | Alessandro Pellegrini |
|    | Italia (bandiera) | A     | Carlo Borghi          |
|    | Italia (bandiera) | A     | Roberto Mandressi     |
|    | Italia (bandiera) | A     | Orazio Sorbello       |

## Risultati

### Campionato

#### Girone di andata
| Arbitro: | Di Cola (Avezzano) |

|  |           |               |
|  | Marcatori | 38’ Mandressi |

| Arbitro: | Bruschini (Firenze) |

|  |           |                      |
|  | Marcatori | 36’ (rig.) Nicoletti |

| Arbitro: | Lamorgese (Potenza) |

|                       |           |             |
| Caneo 73’ Cecconi 82’ | Marcatori | 76’ Polenta |

| Arbitro: | Fabricatore (Roma) |

|            |           |               |
| Canuti 46’ | Marcatori | 55’ O. Tacchi |

| Catania 12 ottobre 1986 5ª giornata | Catania           | 0 – 0 | Modena | Stadio Cibali\| Arbitro: \| Frigerio (Milano) \| |
| Arbitro:                            | Frigerio (Milano) |       |        |                                                  |

| Arbitro: | Novi (Pisa) |

|             |           |             |
| Fiorini 35’ | Marcatori | 50’ Allievi |

| Arbitro: | Nicchi (Arezzo) |

|            |           |  |
| Borghi 46’ | Marcatori |  |

| Arbitro: | Acri (Novi Ligure) |

|              |           |  |
| Rebonato 56’ | Marcatori |  |

| Arbitro: | Scalise (Bologna) |

|                               |           |              |
| Vullo 16’ (aut.) Messersì 31’ | Marcatori | 41’ Sorbello |

| Arbitro: | Lamorgese (Potenza) |

|                     |           |              |
| Sorbello 15’ (rig.) | Marcatori | 20’ Vagheggi |

| Arbitro: | Bruschini (Firenze) |

|                       |           |  |
| Bortolazzi 87’ (rig.) | Marcatori |  |

| Arbitro: | Fabricatore (Roma) |

|             |           |             |
| Sorbello 9’ | Marcatori | 51’ Marulla |

| Arbitro: | Boschi (Parma) |

|             |           |             |
| De Vitis 3’ | Marcatori | 15’ Allievi |

| Arbitro: | Paparesta (Bari) |

|              |           |  |
| Sorbello 20’ | Marcatori |  |

| Arbitro: | Gava (Conegliano) |

|             |           |  |
| Allievi 37’ | Marcatori |  |

| Arbitro: | Novi (Pisa) |

|             |           |            |
| Rideout 15’ | Marcatori | 37’ Borghi |

| Catania 11 gennaio 1987 17ª giornata | Catania        | 0 – 0 | Triestina | Stadio Cibali\| Arbitro: \| Luci (Firenze) \| |
| Arbitro:                             | Luci (Firenze) |       |           |                                               |

| Arbitro: | Testa (Prato) |

|                                             |           |              |
| Tesser 31’ (aut.) Montesano 60’ (rig.), 78’ | Marcatori | 58’ Sorbello |

| Catania 25 gennaio 1987 19ª giornata | Catania      | 0 – 0 | Cesena | Stadio Cibali\| Arbitro: \| Baldi (Roma) \| |
| Arbitro:                             | Baldi (Roma) |       |        |                                             |

#### Girone di ritorno
| Arbitro: | Nicchi (Arezzo) |

|               |           |                                             |
| Mandressi 68’ | Marcatori | 26’ Pradella 31’ Marronaro 59’, 81’ Musella |

| Arbitro: | Felicani (Bologna) |

|               |           |                   |
| Nicoletti 46’ | Marcatori | 61’ A. Pellegrini |

| Palermo 1º marzo 1987 22ª giornata | Catania            | 0 – 0 | Pisa | Stadio La Favorita\| Arbitro: \| Fabricatore (Roma) \| |
| Arbitro:                           | Fabricatore (Roma) |       |      |                                                        |

| Arbitro: | Scalise (Bologna) |

|                                       |           |                              |
| Polenta 42’ (aut.) Allievi 80’ (aut.) | Marcatori | 59’ Braglia 89’ (aut.) Raise |

| Arbitro: | Novi (Pisa) |

|            |           |  |
| Frutti 61’ | Marcatori |  |

| Arbitro: | Redini (Pisa) |

|             |           |  |
| Garzieri 2’ | Marcatori |  |

| Arbitro: | Sguizzato (Verona) |

|               |           |  |
| Di Nicola 24’ | Marcatori |  |

| Arbitro: | Mattei (Macerata) |

|             |           |  |
| Sorbello 9’ | Marcatori |  |

| Arbitro: | Boschi (Parma) |

|                     |           |                           |
| Sorbello 67’ (rig.) | Marcatori | 3’ Bertozzi 37’ Lucchetti |

| Arbitro: | Frigerio (Milano) |

|                                         |           |  |
| Perrone 23’ 83’ Baldini 29’ Mollica 51’ | Marcatori |  |

| Catania 26 aprile 1987 30ª giornata | Catania        | 0 – 0 | Parma | Stadio Cibali\| Arbitro: \| Luci (Firenze) \| |
| Arbitro:                            | Luci (Firenze) |       |       |                                               |

| Arbitro: | Di Cola (Avezzano) |

|                               |           |  |
| Mileti 59’ Allievi 75’ (aut.) | Marcatori |  |

| Arbitro: | Baldi (Roma) |

|            |           |                                    |
| Borghi 50’ | Marcatori | 24’ De Vitis 69’ (aut.) Longobardo |

| Arbitro: | Sguizzato (Verona) |

|            |           |             |
| Napoli 86’ | Marcatori | 40’ Allievi |

| Arezzo 24 maggio 1987 34ª giornata | Arezzo             | 0 – 0 | Catania | Stadio Comunale\| Arbitro: \| Acri (Novi Ligure) \| |
| Arbitro:                           | Acri (Novi Ligure) |       |         |                                                     |

| Arbitro: | Casarin (Milano) |

|             |           |  |
| Polenta 70’ | Marcatori |  |

| Arbitro: | Felicani (Bologna) |

|  |           |             |
|  | Marcatori | 43’ Allievi |

| Catania 14 giugno 1987 37ª giornata | Catania           | 0 – 0 | Cagliari | Stadio Cibali\| Arbitro: \| Frigerio (Milano) \| |
| Arbitro:                            | Frigerio (Milano) |       |          |                                                  |

| Arbitro: | Paparesta (Bari) |

|                              |           |                    |
| Bordin 18’ Traini 66’ (rig.) | Marcatori | 33’ (rig.) Braglia |

### Coppa Italia

#### Secondo girone
| Arbitro: | Acri (Novi Ligure) |

|                    |           |               |
| Polenta 22’ (aut.) | Marcatori | 70’ Mandressi |

| Arbitro: | Pieri (Genova) |

|            |           |                                                           |
| Borghi 40’ | Marcatori | 10’ Passarella 35’ Piraccini 60’ Rummenigge 75’ Altobelli |

| Arbitro: | Novi (Pisa) |

|                                                    |           |  |
| Pradella 8’ Quaggiotto 18’ Galvani 25’ Musella 40’ | Marcatori |  |

| Arbitro: | Baldi (Roma) |

|               |           |                            |
| De Simone 56’ | Marcatori | 12’ Zanone 68’ Tagliaferri |

| Arbitro: | Pucci (Firenze) |

|                           |           |  |
| Mandressi 49’ Braglia 60’ | Marcatori |  |

## Statistiche

### Statistiche di squadra
| Competizione | Punti | In casa | In casa | In casa | In casa | In casa | In casa | In trasferta | In trasferta | In trasferta | In trasferta | In trasferta | In trasferta | Totale | Totale | Totale | Totale | Totale | Totale | DR  |
| Competizione | Punti | G       | V       | N       | P       | Gf      | Gs      | G            | V            | N            | P            | Gf           | Gs           | G      | V      | N      | P      | Gf     | Gs     | DR  |
| ------------ | ----- | ------- | ------- | ------- | ------- | ------- | ------- | ------------ | ------------ | ------------ | ------------ | ------------ | ------------ | ------ | ------ | ------ | ------ | ------ | ------ | --- |
| Serie B      | 32    | 19      | 6       | 9       | 4       | 12      | 12      | 19           | 2            | 7            | 10           | 13           | 26           | 38     | 8      | 16     | 14     | 25     | 38     | -13 |
| Coppa Italia | 3     | 3       | 1       | 0       | 2       | 4       | 6       | 2            | 0            | 1            | 1            | 1            | 5            | 5      | 1      | 1      | 3      | 5      | 11     | -6  |
| Totale       |       | 22      | 7       | 9       | 6       | 16      | 18      | 21           | 2            | 8            | 11           | 14           | 31           | 43     | 9      | 17     | 17     | 30     | 49     | -19 |

### Statistiche dei giocatori
| Giocatore     | Serie B  | Serie B | Serie B     | Serie B    | Coppa Italia | Coppa Italia | Coppa Italia | Coppa Italia | Totale   | Totale | Totale      | Totale     |
| Giocatore     | Presenze | Reti    | Ammonizioni | Espulsioni | Presenze     | Reti         | Ammonizioni  | Espulsioni   | Presenze | Reti   | Ammonizioni | Espulsioni |
| ------------- | -------- | ------- | ----------- | ---------- | ------------ | ------------ | ------------ | ------------ | -------- | ------ | ----------- | ---------- |
| W. Allievi    | 36       | 5       | ?           | ?          | ?            | ?            | ?            | ?            | 36+      | 5+     | ?           | ?          |
| C. Benedetti  | 29       | 0       | ?           | ?          | ?            | ?            | ?            | ?            | 29+      | 0+     | ?           | ?          |
| C. Borghi     | 37       | 3       | ?           | ?          | ?            | ?            | ?            | ?            | 37+      | 3+     | ?           | ?          |
| P. Braglia    | 32       | 2       | ?           | ?          | ?            | ?            | ?            | ?            | 32+      | 2+     | ?           | ?          |
| N. Canuti     | 32       | 1       | ?           | ?          | ?            | ?            | ?            | ?            | 32+      | 1+     | ?           | ?          |
| M. De Simone  | 31       | 0       | ?           | ?          | ?            | ?            | ?            | ?            | 31+      | 0+     | ?           | ?          |
| R. Frazzetto  | 4        | 0       | ?           | ?          | ?            | ?            | ?            | ?            | 4+       | 0+     | ?           | ?          |
| C. Galletta   | 1        | 0       | ?           | ?          | ?            | ?            | ?            | ?            | 1+       | 0+     | ?           | ?          |
| N. Garzieri   | 22       | 1       | ?           | ?          | ?            | ?            | ?            | ?            | 22+      | 1+     | ?           | ?          |
| M. Longobardo | 11       | 0       | ?           | ?          | ?            | ?            | ?            | ?            | 11+      | 0+     | ?           | ?          |
| D. Maggiora   | 8        | 0       | ?           | ?          | ?            | ?            | ?            | ?            | 8+       | 0+     | ?           | ?          |
| R. Mandressi  | 26       | 2       | ?           | ?          | ?            | ?            | ?            | ?            | 26+      | 2+     | ?           | ?          |
| M. Mattolini  | 6        | -10     | ?           | ?          | ?            | ?            | ?            | ?            | 6+       | -10+   | ?           | ?          |
| W. Novellino  | 16       | 0       | ?           | ?          | ?            | ?            | ?            | ?            | 16+      | 0+     | ?           | ?          |
| M. Onorati    | 32       | -28     | ?           | ?          | ?            | ?            | ?            | ?            | 32+      | -28+   | ?           | ?          |
| A. Pellegrini | 36       | 1       | ?           | ?          | ?            | ?            | ?            | ?            | 36+      | 1+     | ?           | ?          |
| R. Picone     | 3        | 0       | ?           | ?          | ?            | ?            | ?            | ?            | 3+       | 0+     | ?           | ?          |
| A. Polenta    | 35       | 2       | ?           | ?          | ?            | ?            | ?            | ?            | 35+      | 2+     | ?           | ?          |
| O. Sorbello   | 30       | 7       | ?           | ?          | ?            | ?            | ?            | ?            | 30+      | 7+     | ?           | ?          |
| A. Tesser     | 32       | 0       | ?           | ?          | ?            | ?            | ?            | ?            | 32+      | 0+     | ?           | ?          |
| S. Vullo      | 29       | 0       | ?           | ?          | ?            | ?            | ?            | ?            | 29+      | 0+     | ?           | ?          |